# Passiflora kuranda
Passiflora kuranda är en passionsblomsväxtart som beskrevs av Krosnick och A.J.Ford. Passiflora kuranda ingår i släktet passionsblommor, och familjen passionsblomsväxter. Inga underarter finns listade i Catalogue of Life.

## Bildgalleri

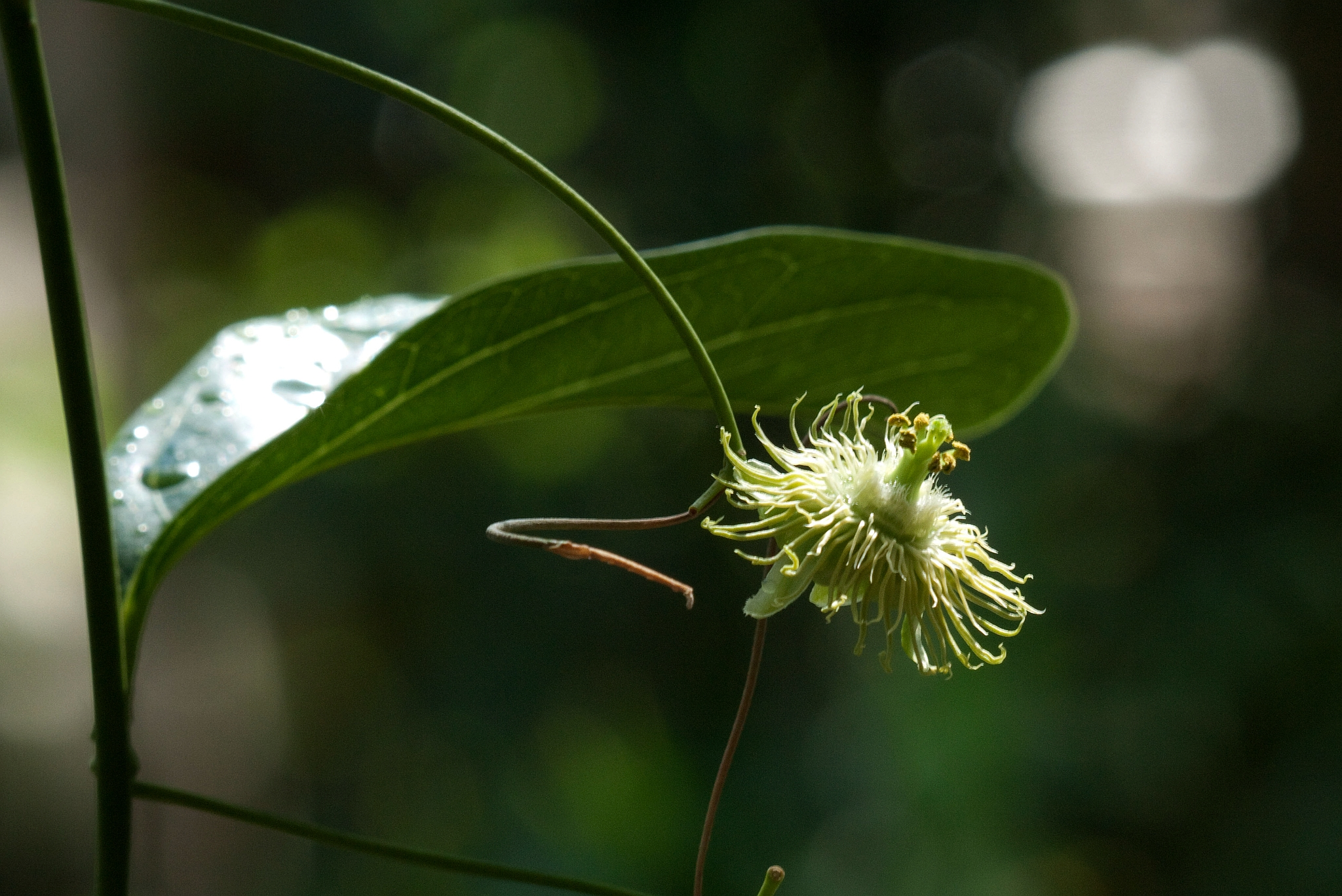